# Kandgoal, Aurad
Kandgoal là một làng thuộc tehsil Aurad, huyện Bidar, bang Karnataka, Ấn Độ.